# Wiedemann Brewing Company

Wiedemann Brewing Company: Frontseite

Die Wiedemann Brewing Company ist eine ehemalige US-amerikanische Brauerei in Newport im Bundesstaat Kentucky. Sie wurde 1866 unter dem Namen Jefferson Street Brewery gegründet und im Jahr 1967 von der G. Heileman Brewing Company akquiriert. Heute wird Wiedemann-Bier von einer Mikrobrauerei in Newport hergestellt.

## Geschichte
Im Jahr 1870 stieg der deutsche Auswanderer George Wiedemann als Geschäftspartner John Butchers in die 1866 gegründete Jefferson Street Brewery (auch Butcher & Wiedemann Brewery) in Newport, Kentucky, ein. Acht Jahre später kaufte er die Anteile Butchers. Zu dieser Zeit war die Brauerei mit einem Jahresausstoß von 100.000 Barrel bereits die größte im Bundesstaat Kentucky. Butcher übernahm daraufhin die Constans Brewery in Newport, welche jedoch zwei Jahre später bankrottging und schließlich 1882 von Wiedemann gekauft wurde.
Unter Wiedemanns Leitung wuchs das Unternehmen stetig weiter. In den 1880er Jahren begann Wiedemann, seine Produktionsstätten auszubauen und auf den neuesten Stand der Technik zu bringen. Aufgrund der steigenden Nachfrage wurden eine neue Mälzerei (1885), ein Getreideheber (1885), ein neues Brauhaus (1888) und eine Flaschenabfüllanlage (1893) gebaut. Der für den Aufbau der Brauerei maßgeblich verantwortliche Architekt war Charles Vogel.
1890 meldete Wiedemann die Brauerei offiziell als Wiedemann Brewing Company (auch Wiedemann Brewery) an. Im Mai desselben Jahres starb Wiedemann Sr. im Alter von 57 Jahren und die Leitung des Unternehmens wurde seinen Söhnen George Jr. und Charles übertragen. Während der 1890er Jahre waren die Biermarken Standard Lager, Extra Pale Lager und Muenchener Export in der amerikanischen Midwest-Region Kentucky, Ohio und Tennessee sehr erfolgreich. Wiedemann exportierte auch nach Kuba und in die Philippinen.
Bis zur Jahrhundertwende wurde der Brauereikomplex mehrere Male erweitert, umgebaut und renoviert. 1888 plante der Architekt Fred W. Wolf die Expansion des Grundstücks, 1893 wurde das Bürogebäude von dem renommierten Architekturbüro Samuel Hannaford and Sons renoviert. Die Bauprojekte Wiedemanns sorgten für Kontroverse, da in ihrer Folge die Corinthian Baptist Church, eine afro-amerikanische Glaubensgemeinschaft, zwangsläufig verlegt werden musste. Um die Jahrhundertwende wurde als Firmenlogo der Buchstabe W mit einem Adler gewählt.
Während der Zeit der Prohibition war die Brauerei geschlossen, es wurde aber noch Alkohol für industrielle und medizinische Zwecke destilliert. Am 29. Januar 1927 konnten vier Beamte nachweisen, dass Wiedemann neben seiner Destillieraktivität auch Bier mit illegal hohem Alkoholgehalt gebraut hatte. Ein Jahr später verschärfte sich die rechtliche Situation: 1928 wurde das Unternehmen angezeigt und zu einem Jahr Produktionsstopp verurteilt, da es über 1,5 Millionen Gallons illegalen Alkohol produziert hatte. Am 16. Dezember 1933 wurde der reguläre Produktionsbetrieb wieder aufgenommen und Wiedemann-Bier etablierte sich erneut im amerikanischen Biermarkt. Neuer Präsident wurde H. Tracy Balcom Jr., ein Enkel des Firmengründers Wiedemann.
Im Jahr 1967 wurde die Wiedemann Brewing Company von der G. Heileman Brewing Company aufgekauft. Zu dieser Zeit hatte die Brauerei einen Jahresausstoß von ungefähr einer Million Barrel Bier. Heileman stellte die Produktion in Newport 1983 ein und stellte Wiedemann-Bier in ihrer eigenen Brauerei in Evansville her. Später wurden ebendieser Betrieb und die Rechte an den Wiedemann-Marken an eine Investorengruppe verkauft. Zur selben Zeit wurde auch die alte Mälzerei auf dem Wiedemann-Komplex abgerissen.
Während der 1990er Jahre wurden die Marken erneut weiterverkauft, diesmal an die Pittsburgh Brewing Company, welche jedoch im Jahr 2006 Insolvenz anmelden musste. 2007 wurde die Produktion von Wiedemann-Bier vollständig eingestellt. Erst fünf Jahre später begann die Mikrobrauerei Geo. Wiedemann Brewing Company in Newport erneut mit der Produktion von Wiedemann Special Lager.